# Wilhelm Kutscher
Pour les articles homonymes, voir Kutscher.
Wilhelm Hermann Kutscher (né le 26 décembre 1876 à Wobesde, arrondissement de Stolp, province de Poméranie et mort le 13 juin 1962 à Göttingen) est un fonctionnaire administratif allemand.

## Famille
Wilhelm Kutscher est le fils du propriétaire du manoir Ernst Kutscher auf Wobesde et de sa femme Anna née Mach. En 1907, il se marie avec Adelheid Pagenstecher, fille du général de division Rudolf Pagenstecher à Wiesbaden et son épouse Elisabeth née zur Nedden.

## Biographie
Kutscher étudie au lycée de Stolp, où il réussit son examen de fin d'études en 1894. Il commence à étudier le droit à l'université Eberhard-Charles de Tübingen et devient membre du Corps Suevia Tübingen (de). En tant qu'inactif, il rejoint l'Université Frédéric-Guillaume de Berlin et l' Université royale de Greifswald. Il réussit l'examen de stage à Greifswald en 1897 et obtient un doctorat la même anné. Il passe de l'administration de la justice à l'administration intérieure de la Prusse et arrive à Trèves en 1901 en tant que stagiaire du gouvernement. En 1898/99, il sert comme volontaire d'un an à Stolp. À partir de 1903, il est employé comme évaluateur gouvernemental à Perleberg, Schlawe, Köslin et Neustettin. De 1907 à 1914, il travaille dans l'arrondissement de Lauenbourg-en-Poméranie en tant qu'administrateur. Il est député du parlement provincial de Poméranie (de) de 1912 à 1915. De 1914 à 1919, il est chargé de cours au ministère prussien de l'Intérieur. Ici, pendant la Première Guerre mondiale, il contribue particulièrement à la reconstruction des villes et communes de Prusse-Orientale touchées par l'invasion russe de 1914, où il travaille en étroite collaboration avec le haut président local Adolf Tortilowicz von Batocki-Friebe. À l'instigation du ministre de l'Intérieur social-démocrate prussien Wolfgang Heine, il est transféré en 1919 au district d'Hildesheim en tant que président du district. En 1922, il doit quitter la fonction publique en raison de ses opinions conservatrices et est mis à la retraite temporaire puis à la retraite définitive en 1924.
De 1923 à 1932, il est membre du conseil d'administration du Conseil agricole allemand (de). Lorsque le cabinet Braun III (de) est destitué lors du Coup de Prusse en 1932, le cabinet Papen le nomme successeur d'Ernst Siehr à la haute présidence de la province de Prusse-Orientale. À l'été 1933, il doit céder ce poste au Gauleiter NSDAP Erich Koch. Il travaille ensuite comme membre du conseil d'administration de la Deutsche Rentenbank (de) et comme député du conseil provincial de Poméranie. Il reste membre du Conseil d'État prussien jusqu'en 1945. Il est membre du Parti populaire national allemand.